# Saskatchewan Highway 965
Highway 965 je silnice v kanadské provincii Saskatchewanu. Vede od silnice Highway 903 k silnici Highway 155. Je asi 28 km (17 mil) dlouhá.
Highway 965 je také propojena s přístupovou cestou k obci Cole Bay a přístupovou cestou k obci Canoe Narrows. Prochází indiánskou rezervací Canoe Lake Cree First Nation stejně jako městečkem Jans Bay.